# Камден (Мэн)
Ка́мден (англ. Camden) — город в округе Нокс, в штате Мэн, США, с населением 4850 человек.
В течение летних месяцев население города увеличивается почти в три раза в связи с приездом туристов и дачников.

## География
Город расположен на берегу бухты Пенобскот залива Мэн Атлантического океана у подножья горы Мегантикук, высота которой — 419 метров.
Площадь города — 69 км², из которых 47 км² — суша.

## Население
По переписи населения 2010 года население города составляло 4850 человек — 2382 домовладений, 1313 семей.
Расовый состав: 97,6 % жителей — белые, 0,3 % — афроамериканцы, 0,7 % — азиаты, испанцы и латиноамериканцы — 1,1 %.